# Heliotropium confertifolium
Heliotropium confertifolium är en strävbladig växtart som beskrevs av John Torrey och Asa Gray. Heliotropium confertifolium ingår i Heliotropsläktet som ingår i familjen strävbladiga växter. Inga underarter finns listade i Catalogue of Life.